# Championnat du monde de roller in line hockey IIHF 2007
Vous pouvez aider à l'améliorer ou bien discuter des problèmes sur sa page de discussion.
- Il contient des anglicismes. Certains termes anglais peu courants en français devraient être remplacés par des termes français équivalents mieux connus. (Marqué depuis août 2025)

Navigation
Édition précédente Édition suivante
Les Championnats du monde de roller in line hockey IIHF 2007 sont les 11e championnats organisés par la Fédération internationale de hockey sur glace.
Le tournoi est divisé en deux divisions, la division élite, pour les équipes classées 1re à 8e dans le classement mondial. La Division I oppose les équipes classées 9e à 16e dans le monde. Les 16 équipes ont la possibilité de remporter la division élite. Pour cela, après les poules préliminaires les dernières équipes des poules A et B disputent un match de barrages contre les premières des poules C et D. Les vainqueurs participent aux séries éliminatoires de la poule élite alors que les perdants participent aux séries éliminatoires de la division 1.

## Division Élite

### Tour préliminaire

#### Groupe A
| Équipe     | MJ | V | V.A.P | D.A.P. | D | BP | BC | DIF | PTS |
| ---------- | -- | - | ----- | ------ | - | -- | -- | --- | --- |
| Allemagne  | 3  | 2 | 0     | 0      | 1 | 22 | 8  | 14  | 6   |
| États-Unis | 3  | 2 | 0     | 0      | 1 | 20 | 9  | 11  | 6   |
| Tchéquie   | 3  | 2 | 0     | 0      | 1 | 10 | 17 | -7  | 6   |
| Autriche   | 3  | 0 | 0     | 0      | 3 | 6  | 24 | -18 | 0   |

| 26 mai 2007 | Allemagne | 10-0 ( 2–0, 3–0, 1–0,4-0 ) | Tchéquie | Landshut, Allemagne |

| Feuille de match | Feuille de match | Feuille de match | Feuille de match | Feuille de match |
| ---------------- | --- | ---------------- | ---------------- | ---------------- |
|                  | Florian Jung (1) 6:56 (PP)(GWG) Michael Wolf (1) 11:10 (PP) Boris Blank (1) 13:03 (ES) Michael Wolf (2) 15:23 (ES) Michael Wolf (3) 20:36 (ES) Aleksander Polaczek (1) 35:11 (ES) Michael Wolf (4) 39:05 (ES) Boris Blank (2) 40:14 (ES) Lukas Slavetinsky (1) 45:19 (ES) Daniel Huhn (1) 47:31 (PP) |                  |                  |                  |
|                  | |                  |                  |                  |
|                  | |                  |                  |                  |
|                  | |                  |                  |                  |

| 27 mai 2007 | États-Unis | 3-4 ( 2–1, 1–0, 0–2, 0-1 ) | Tchéquie | Passau, Allemagne |

| Feuille de match | Feuille de match                                                                    | Feuille de match | Feuille de match | Feuille de match |
| ---------------- | ----------------------------------------------------------------------------------- | ---------------- | --- | ---------------- |
|                  | Brian Yingling (1) 0:15 (ES) Aaron Moss (1) 1:04 (ES) Brian Yingling (2) 18:39 (PP) |                  | Martin Piecha (1) 11:30 (PP) Josef Fojtek (1) 25:56 (ES) Martin Koudelka (1) 29:58 (ES) Martin Koudelka (2) 47:58 (ES)(GWG) |                  |
|                  |                                                                                     |                  | |                  |
|                  |                                                                                     |                  | |                  |
|                  |                                                                                     |                  | |                  |

| 27 mai 2007 | Allemagne | 8-1 ( 0–0, 2–0, 1–0, 5-1 ) | Autriche | Passau |

| Feuille de match | Feuille de match | Feuille de match | Feuille de match                  | Feuille de match |
| ---------------- | --- | ---------------- | --------------------------------- | ---------------- |
|                  | Daniel Menge (1) 14:50 (ES) Patrick Reimer (1) 22:09 (ES)(GWG) Patrick Reimer (2) 32:42 (ES) Bjorn Fridel (1) 36:35 (ES) Aleksander Polaczek (2) 37:17 (ES) Boris Blank (3) 37:28 (ES) Florian Jung (2) 39:24 (SH) Aleksander Polaczek (3) 41:16 (ES) |                  | Gregor Baumgartner (1) 39:32 (PP) |                  |
|                  | |                  |                                   |                  |
|                  | |                  |                                   |                  |
|                  | |                  |                                   |                  |

| 28 mai 2007 | Autriche | 1-10 ( 1–1, 0–3, 0–6, 0-0 ) | États-Unis | Passau |

| Feuille de match | Feuille de match               | Feuille de match | Feuille de match | Feuille de match |
| ---------------- | ------------------------------ | ---------------- | --- | ---------------- |
|                  | Michael Pollross (1) 5:12 (PP) |                  | Aaron Moss (2) 3:58 (ES) Thomas Bruce (1) 18:30 (ES)(GWG) Brian Yingling (3) 18:45 (ES) Greg Thompson (1) 20:39 (ES) Brian Yingling (4) 26:23 (ES) Aaron Moss (3) 28:01 (PP) Thomas Bruce (2) 29:30 (ES) James Beilsten (1) 31:10 (SH) Jamie Yoder (1) 33:25 (ES) Derek Kern (1) 35:27 (PP) |                  |
|                  |                                |                  | |                  |
|                  |                                |                  | |                  |
|                  |                                |                  | |                  |

| 29 mai 2007 | Tchéquie | 6-4 ( 2–0, 3–0, 0-2, 1–2 ) | Autriche | Passau |

| Feuille de match | Feuille de match | Feuille de match | Feuille de match | Feuille de match |
| ---------------- | --- | ---------------- | --- | ---------------- |
|                  | Jiri Polansky (1) 10:42 (ES) Jiri Polansky (2) 11:27 (PP) Zdenek Kubica (1) 19:02 (ES) Patrick Sebek (1) 21:04 (ES) Pavel Strycek (1) 22:36 (PP)(GWG) Patrick Sebek (2) 45:14 (ES) |                  | Gregor Baumgartner (2) 25:29 (ES) Martin Sturm (1) 31:10 (PP) Gregor Baumgartner (3) 44:30 (ES) Gregor Baumgartner (4) 46:46 (ES) |                  |
|                  | |                  | |                  |
|                  | |                  | |                  |
|                  | |                  | |                  |

| 29 mai 2007 | États-Unis | 7-4 ( 3–2, 2–0, 1–2, 1-0 ) | Allemagne | Passau |

| Feuille de match | Feuille de match | Feuille de match | Feuille de match | Feuille de match |
| ---------------- | --- | ---------------- | --- | ---------------- |
|                  | Daniel Constanza (1) 2:04 (ES) Charlie Yoder (1) 4:26 (PP) James Beilsten (2) 4:48 (ES) Brian Yingling (5) 13:56 (PP) Ernest Hartlieb (1) 23:21 (PP)(GWG) Charlie Yoder (2) 30:26 (ES) Greg Thompson (2) 46:05 (PS) |                  | Aleksander Polaczek (4) 1:05 (ES) Michael Wolf (5) 2:31 (ES) Michael Wolf (6) 24:46 (ES) Florian Jung (3) 32:22 (ES) |                  |
|                  | |                  | |                  |
|                  | |                  | |                  |
|                  | |                  | |                  |

#### Groupe B
| Équipe    | MJ | V | V.A.P | D.A.P. | D | BP | BC | DIF | PTS |
| --------- | -- | - | ----- | ------ | - | -- | -- | --- | --- |
| Slovénie  | 3  | 2 | 1     | 0      | 0 | 13 | 6  | 7   | 8   |
| Suède     | 3  | 2 | 0     | 1      | 0 | 19 | 7  | 12  | 7   |
| Finlande  | 3  | 1 | 0     | 0      | 2 | 11 | 9  | 2   | 3   |
| Slovaquie | 3  | 0 | 0     | 0      | 3 | 7  | 28 | -21 | 0   |

| 27 mai 2007 | Slovénie | 4-3 (2 pr) ( 0–1, 1–0, 1–1, 1-1, 0-0, 1-0 ) | Suède | Landshut |

| Feuille de match | Feuille de match | Feuille de match | Feuille de match                                                                 | Feuille de match |
| ---------------- | --- | ---------------- | -------------------------------------------------------------------------------- | ---------------- |
|                  | Marjan Manfreda (1) 21:16 (ES) Domen Vedlin (1) 32:36 (ES) Marjan Manfreda (2) 36:38 (ES) Matic Kralj (1) 53:00 (ES)(GWG) |                  | Johan Lilja (1) 10:51 (ES) Jonas Karlsson (1) 26:26 (ES) Daniel Borlin (1) 42:13 |                  |
|                  | |                  |                                                                                  |                  |
|                  | |                  |                                                                                  |                  |
|                  | |                  |                                                                                  |                  |

| 27 mai 2007 | Finlande | 8-4 ( 2–0, 1–3, 1–0, 4-1 ) | Slovaquie | Landshut |

| Feuille de match | Feuille de match | Feuille de match | Feuille de match                                                                                                   | Feuille de match |
| ---------------- | --- | ---------------- | --- | ---------------- |
|                  | Tuomas Valosaari (1) 4:07 (ES) Mikko Liukkonen (1) 7:05 (ES) Miika Lindholm (1) 20:05 (ES) Krister Pietsalo (1) 31:12 (PP) Kari Lohtander (1) 36:48 (ES)(GWG) Camilo Miettinen (1) 37:55 (ES) Jani Honkanen (1) 42:29 (ES) Aki Tuominen (1) 44:44 (PP) |                  | Lukas Ruzicka (1) 17:46 (ES) Milan Bartovič (1) 19:14 (PP) Jakob Ruckay (1) 21:53 (ES) Jakob Ruckay (2) 41:46 (ES) |                  |
|                  | |                  | |                  |
|                  | |                  | |                  |
|                  | |                  | |                  |

| 28 mai 2007 | Suède | 13-1 ( 4–1, 2–0, 6–0, 1-0 ) | Slovaquie | Landshut |

| Feuille de match | Feuille de match | Feuille de match | Feuille de match             | Feuille de match |
| ---------------- | --- | ---------------- | ---------------------------- | ---------------- |
|                  | Kristoffer Berglof (1) 4:31 (ES) Linus Klasen (1) 6:37 (PP)(GWG) Kristoffer Berglof (2) 8:25 (ES) Daniel Borlin (2) 10:23 (ES) Andreas Svensson (1) 13:51 (PP) Kristian Luukkonen (1) 19:00 (ES) Per Ledin (1) 24:40 (PP) Bjorn Eriksson (1) 25:50 (ES) Bjorn Eriksson (2) 27:22 (ES) Linus Klasen (2) 28:44 (ES) Kristoffer Berglof (3) 34:14 (ES) Simon Olsson (1) 35:42 (ES) Jimmy Anderson (1) 45:18 (SH) |                  | Rudolf Tomanek (1) 1:39 (ES) |                  |
|                  | |                  |                              |                  |
|                  | |                  |                              |                  |
|                  | |                  |                              |                  |

| 28 mai 2007 | Finlande | 1-2 ( 0–1, 0–0, 0–0, 1-1 ) | Slovénie | Landshut |

| Feuille de match | Feuille de match            | Feuille de match | Feuille de match                                              | Feuille de match |
| ---------------- | --------------------------- | ---------------- | ------------------------------------------------------------- | ---------------- |
|                  | Aki Tuominen (2) 46:54 (PP) |                  | Dejan Zemva (1) 7:23 (ES) Marjan Manfreda (3) 43:48 (PP)(GWG) |                  |
|                  |                             |                  |                                                               |                  |
|                  |                             |                  |                                                               |                  |
|                  |                             |                  |                                                               |                  |

| 30 mai 2007 | Slovaquie | 2-7 ( 0–3, 0–1, 2-1, 0–2 ) | Slovénie | Landshut |

| Feuille de match | Feuille de match                                          | Feuille de match | Feuille de match | Feuille de match |
| ---------------- | --------------------------------------------------------- | ---------------- | --- | ---------------- |
|                  | Jakob Ruckay (3) 24:39 (ES) Milan Bartovič (2) 27:17 (ES) |                  | Dejan Zemva (2) 3:18 (PP) Matic Kralj (2) 4:36 (PP) Tadej Nabergoj (1) 11:09 (ES)(GWG) Matic Kralj (3) 18:41 (ES) Domen Vedlin (2) 29:56 (ES) Denis Kadic (1) 36:47 (PP) Denis Kadic (2) 46:52 (ES) |                  |
|                  |                                                           |                  | |                  |
|                  |                                                           |                  | |                  |
|                  |                                                           |                  | |                  |

| 30 mai 2007 | Suède | 3-2 ( 1–0, 0–0, 2–1, 0-1 ) | Finlande | Landshut |

| Feuille de match | Feuille de match                                                                   | Feuille de match | Feuille de match                                             | Feuille de match |
| ---------------- | ---------------------------------------------------------------------------------- | ---------------- | ------------------------------------------------------------ | ---------------- |
|                  | Per Ledin (2) 1:16 (ES) Johan Lilja (2) 32:44 (SH) Andreas Svensson (2) 35:20 (ES) |                  | Camilo Miettinen (2) 28:49 (ES) Marco Virtala (1) 45:10 (ES) |                  |
|                  |                                                                                    |                  |                                                              |                  |
|                  |                                                                                    |                  |                                                              |                  |
|                  |                                                                                    |                  |                                                              |                  |

### Tour de qualification
| 30 mai 2007 | Slovaquie | 7-4 ( 2–1, 3–0, 0-3, 2–0 ) | Brésil | Landshut |

La Slovaquie reste en élite, le Brésil reste en Division I.
| 30 mai 2007 | Autriche | 6-5 (pr) ( 0–1, 1–0, 2–1, 2-3, 1-0 ) | Royaume-Uni | Passau |

L'Autriche se maintient en élite, la Grande-Bretagne reste en Division I

### Séries éliminatoires

#### Tableau
|  | Quarts de finale | Quarts de finale |          |           | Demi-finales           | Demi-finales |  |  | Finale   | Finale |
|  | Quarts de finale | Quarts de finale |          |           | Demi-finales           | Demi-finales |  |  | Finale   | Finale |
|  |                  |                  |          |           |                        |              |  |  |          |        |
|  |                  |                  |          |           |                        |              |  |  |          |        |
|  |                  |                  |          |           |                        |              |  |  |          |        |
|  | Tchéquie         | 2                |          |           |                        |              |  |  |          |        |
|  | Tchéquie         | 2                |          |           |                        |              |  |  |          |        |
|  | Suède            | 6                |          |           |                        |              |  |  |          |        |
|  | Suède            | 6                | Suède    | 5         |                        |              |  |  |          |        |
|  |                  |                  | Suède    | 5         |                        |              |  |  |          |        |
|  |                  | Allemagne        | 2        |           |                        |              |  |  |          |        |
|  | Slovaquie        | Allemagne        | 2        | 2         |                        |              |  |  |          |        |
|  | Slovaquie        |                  |          | 2         |                        |              |  |  |          |        |
|  | Allemagne        | 10               |          |           |                        |              |  |  |          |        |
|  | Allemagne        | 10               | Suède    | 4         |                        |              |  |  |          |        |
|  |                  |                  | Suède    | 4         |                        |              |  |  |          |        |
|  |                  | Finlande         | 3        |           |                        |              |  |  |          |        |
|  | Finlande         | Finlande         | 3        | 7         |                        |              |  |  |          |        |
|  | Finlande         |                  |          | 7         |                        |              |  |  |          |        |
|  | États-Unis       | 4                |          |           |                        |              |  |  |          |        |
|  | États-Unis       | 4                | Finlande | 6         |                        |              |  |  |          |        |
|  |                  |                  | Finlande | 6         | Match pour la 3e place |              |  |  |          |        |
|  |                  | Autriche         | 5        |           |                        |              |  |  |          |        |
|  | Autriche         | Autriche         | 5        | 2         |                        |              |  |  |          |        |
|  | Autriche         |                  |          | 2         |                        |              |  |  |          |        |
|  | Slovénie         | 1                |          | Allemagne | 6                      |              |  |  |          |        |
|  | Slovénie         | 1                |          | Allemagne | 6                      |              |  |  |          |        |
|  |                  |                  |          |           |                        |              |  |  | Autriche | 3      |
|  |                  |                  |          |           |                        |              |  |  | Autriche | 3      |

#### Trophées du tournoi
- Meilleurs joueurs[2]
  - Meilleur gardien:  Suède Pontus Sjogren
  - Meilleur défenseur:  Finlande Aki Tuominen
  - Meilleur attaquant:  Allemagne Michael Wolf
  - Meilleur joueur:  Slovénie Gasper Kroselj

#### Classement final
Le classement final IIHF:
| Rk.                | Team       |
| ------------------ | ---------- |
| Médaille d'or      | Suède      |
| Médaille d'argent  | Finlande   |
| Médaille de bronze | Allemagne  |
| 4.                 | Autriche   |
| 5.                 | Slovénie   |
| 6.                 | États-Unis |
| 7.                 | Tchéquie   |
| 8.                 | Slovaquie  |

## Division I

### Tour préliminaire

#### Groupe C
| Équipe         | MJ | V | V.A.P | D.A.P. | D | BP | BC | DIF | PTS |
| -------------- | -- | - | ----- | ------ | - | -- | -- | --- | --- |
| Royaume-Uni    | 3  | 3 | 0     | 0      | 0 | 22 | 7  | 15  | 9   |
| Japon          | 3  | 2 | 0     | 0      | 1 | 15 | 14 | 1   | 6   |
| Namibie        | 3  | 1 | 0     | 0      | 2 | 13 | 16 | -3  | 3   |
| Afrique du Sud | 3  | 0 | 0     | 0      | 3 | 7  | 20 | -13 | 0   |

| 27 mai 2007 | Japon | 6-3 ( 1–1, 2–0, 2–1, 1-1 ) | Namibie | Passau |

| 27 mai 2007 | Afrique du Sud | 1-7 ( 0–3, 0–2, 1–1, 0-1 ) | Royaume-Uni | Passau |

| 28 mai 2007 | Japon | 5-3 ( 2–1, 0–1, 2–1, 1-0 ) | Afrique du Sud | Passau |

| 28 mai 2007 | Royaume-Uni | 7-2 ( 0–0, 5–1, 1–1, 1-0 ) | Namibie | Passau |

| 29 mai 2007 | Royaume-Uni | 8-4 ( 3–2, 3–0, 0-1, 2–1 ) | Japon | Passau |

| 29 mai 2007 | Namibie | 8-3 (2–1, 4–1, 1–0, 1-1 ) | Afrique du Sud | Passau |

#### Group D
| Team             | GP | W | OTW | OTL | L | GF | GA | DIF | PTS |
| ---------------- | -- | - | --- | --- | - | -- | -- | --- | --- |
| Brésil           | 3  | 3 | 0   | 0   | 0 | 15 | 10 | 5   | 9   |
| Australie        | 3  | 2 | 0   | 0   | 1 | 26 | 13 | 13  | 6   |
| Nouvelle-Zélande | 3  | 1 | 0   | 0   | 2 | 14 | 26 | -12 | 3   |
| Hongrie          | 3  | 0 | 0   | 0   | 3 | 15 | 21 | -6  | 0   |

| 27 mai 2007 | Brésil | 6-5 ( 0–2, 3–0, 2–1, 1-2 ) | Australie | Landshut |

| 27 mai 2007 | Nouvelle-Zélande | 9-8 ( 3–3, 3–3, 2–2, 1-0 ) | Hongrie | Landshut |

| Feuille de match | Feuille de match | Feuille de match | Feuille de match                                                                                                 | Feuille de match |
| ---------------- | ---------------- | ---------------- | --- | ---------------- |
|                  |                  |                  | Viktor Tokaji Márton Vas Csaba Deák Attila Hoffmann Tamás Lencsés Attila Hoffmann Tamás Lencsés Márton Bontovics |                  |
|                  |                  |                  | |                  |
|                  |                  |                  | |                  |
|                  |                  |                  | |                  |

| 28 mai 2007 | Brésil | 5-3 ( 2–1, 1–0, 1–0, 1-2 ) | Nouvelle-Zélande | Landshut |

| 28 mai 2007 | Hongrie | 5-8 ( 1–1, 1–1, 1–4, 2-2 ) | Australie | Landshut |

| Feuille de match | Feuille de match                                               | Feuille de match | Feuille de match | Feuille de match |
| ---------------- | -------------------------------------------------------------- | ---------------- | ---------------- | ---------------- |
|                  | Attila Hoffmann Csaba Deák Csaba Deák Tamás Lencsés Csaba Deák |                  |                  |                  |
|                  |                                                                |                  |                  |                  |
|                  |                                                                |                  |                  |                  |
|                  |                                                                |                  |                  |                  |

| 30 mai 2007 | Hongrie | 2-4 ( 2–1, 0–1, 0-1, 0–1 ) | Brésil | Landshut |

| Feuille de match | Feuille de match       | Feuille de match | Feuille de match | Feuille de match |
| ---------------- | ---------------------- | ---------------- | ---------------- | ---------------- |
|                  | Arnold Feil Márton Vas |                  |                  |                  |
|                  |                        |                  |                  |                  |
|                  |                        |                  |                  |                  |
|                  |                        |                  |                  |                  |

| 30 mai 2007 | Australie | 13-2 ( 4–1, 3–1, 4–0, 2-0 ) | Nouvelle-Zélande | Landshut |

### Tour final

#### Tableau
|  | Quarts de finale | Quarts de finale |                  |         | Demi-finales           | Demi-finales |  |  | Finale    | Finale |
|  | Quarts de finale | Quarts de finale |                  |         | Demi-finales           | Demi-finales |  |  | Finale    | Finale |
|  |                  |                  |                  |         |                        |              |  |  |           |        |
|  |                  |                  |                  |         |                        |              |  |  |           |        |
|  |                  |                  |                  |         |                        |              |  |  |           |        |
|  | Namibie          | 3                |                  |         |                        |              |  |  |           |        |
|  | Namibie          | 3                |                  |         |                        |              |  |  |           |        |
|  | Australie        | 5                |                  |         |                        |              |  |  |           |        |
|  | Australie        | 5                | Nouvelle-Zélande | 7       |                        |              |  |  |           |        |
|  |                  |                  | Nouvelle-Zélande | 7       |                        |              |  |  |           |        |
|  |                  | Australie        | 3                |         |                        |              |  |  |           |        |
|  | Hongrie          | Australie        | 3                | 4       |                        |              |  |  |           |        |
|  | Hongrie          |                  |                  | 4       |                        |              |  |  |           |        |
|  | Royaume-Uni      | 3                |                  |         |                        |              |  |  |           |        |
|  | Royaume-Uni      | 3                | Brésil           | 5       |                        |              |  |  |           |        |
|  |                  |                  | Brésil           | 5       |                        |              |  |  |           |        |
|  |                  | Nouvelle-Zélande | 4                |         |                        |              |  |  |           |        |
|  | Japon            | Nouvelle-Zélande | 4                | 4       |                        |              |  |  |           |        |
|  | Japon            |                  |                  | 4       |                        |              |  |  |           |        |
|  | Nouvelle-Zélande | 5                |                  |         |                        |              |  |  |           |        |
|  | Nouvelle-Zélande | 5                | Brésil           | 7       |                        |              |  |  |           |        |
|  |                  |                  | Brésil           | 7       | Match pour la 3e place |              |  |  |           |        |
|  |                  | Hongrie          | 2                |         |                        |              |  |  |           |        |
|  | Afrique du Sud   | Hongrie          | 2                | 3       |                        |              |  |  |           |        |
|  | Afrique du Sud   |                  |                  | 3       |                        |              |  |  |           |        |
|  | Brésil           | 9                |                  | Hongrie | 6                      |              |  |  |           |        |
|  | Brésil           | 9                |                  | Hongrie | 6                      |              |  |  |           |        |
|  |                  |                  |                  |         |                        |              |  |  | Australie | 5      |
|  |                  |                  |                  |         |                        |              |  |  | Australie | 5      |

### Classement final
| Rk.                | Team             |
| ------------------ | ---------------- |
| Médaille d'or      | Brésil           |
| Médaille d'argent  | Nouvelle-Zélande |
| Médaille de bronze | Hongrie          |
| 4.                 | Australie        |
| 5.                 | Royaume-Uni      |
| 6.                 | Japon            |
| 7.                 | Namibie          |
| 8.                 | Afrique du Sud   |